# Commiphora simplicifolia
Commiphora simplicifolia is een plantensoort uit de familie Burseraceae. De plant is endemisch in Madagaskar. De soort komt voor in droge en halfdroge gebieden in het westen van het eiland.
... 
C. africana · 
C. caudata · 
C. gileadensis · 
C.  guidottii · 
C. kataf · 
C. myrrha · 
C. simplicifolia · 
C. wightii · 
C. wildii
...